# 숀 패닝

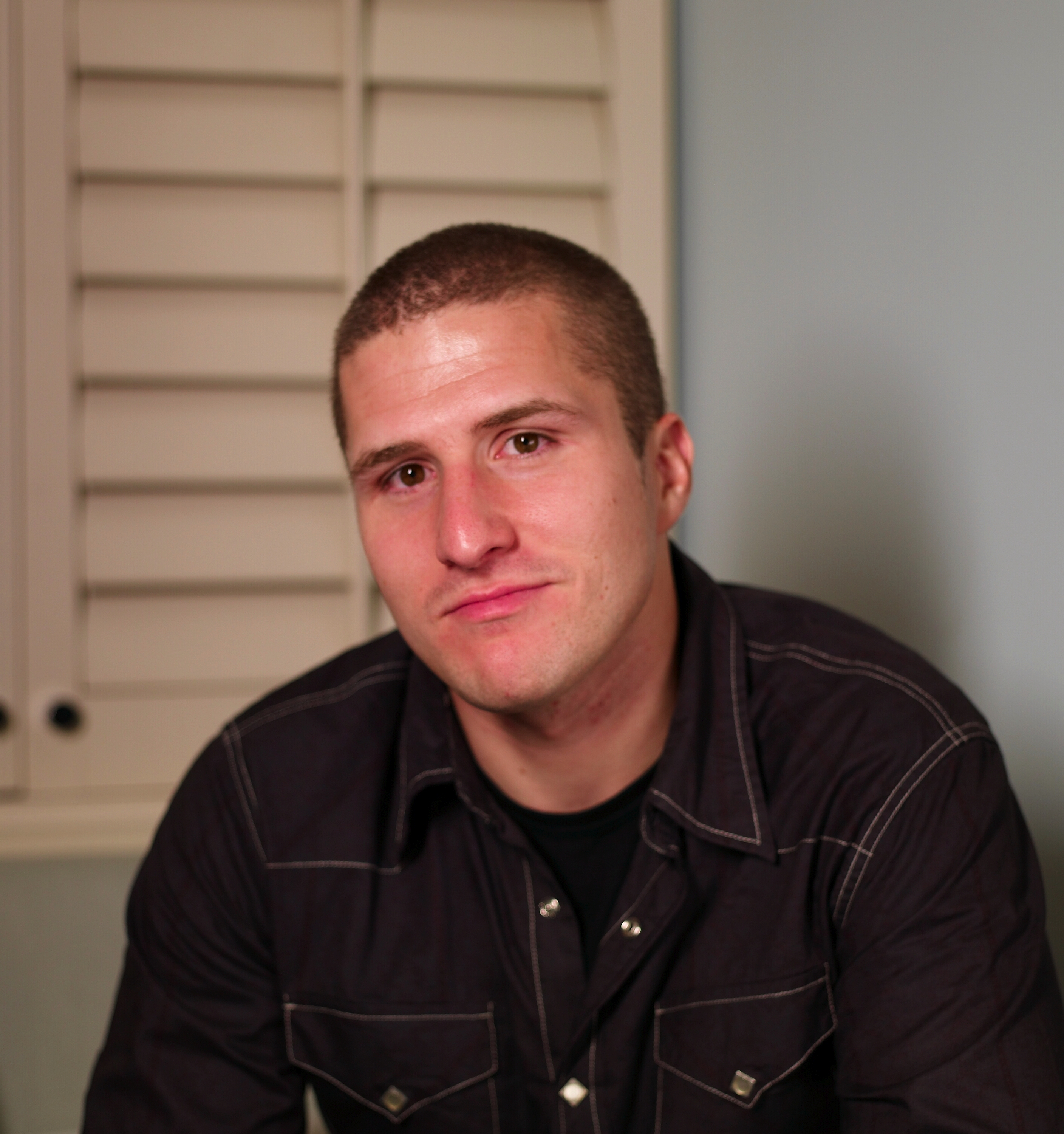
숀 패닝

숀 패닝(Shawn Fanning, 1980년 11월 22일 ~ )은 미국의 프로그래머이다. 냅스터를 설립하였다.